# Бондаренко, Василий Ефимович
Василий Ефимович Бондаренко (1922—2001) — подполковник Советской Армии, участник Великой Отечественной войны, Герой Советского Союза (1945).

## Биография
Василий Бондаренко родился 23 апреля 1922 года в селе Мякеньковка (ныне — Решетиловский район Полтавской области Украины) в семье крестьянина. После смерти отца воспитывался в детском доме в Киеве, окончил 10 классов средней школы. В 1939 году был призван на службу в Рабоче-крестьянскую Красную Армию. В 1941 году Бондаренко окончил Качинскую военную авиационную школу лётчиков. Служил в 69-м истребительном авиаполку. С первых дней Великой Отечественной войны на её фронтах. Участвовал в обороне Одессы, совершил 6 боевых вылетов, принял участие в 3 воздушных боях, получил тяжёлое осколочное ранение.
После переформирования полка Бондаренко был оставлен в его составе как один из лучших лётчиков. С июня 1942 года принимал участие в боях на Юго-Западном фронте, совершил 20 боевых вылетов, сбил 3 вражеских самолёта. 22 июня 1942 года во второй раз получил тяжёлое ранение. В декабре 1942 года в третий раз был ранен. Участвовал в боях на Южном и Сталинградском фронтах, совершил 6 боевых вылетов на «И-16» и 30 — на «ЛаГГ-3», принял участие в 8 воздушных боях, сбил 4 самолёта. Совершил 18 вылетов на «Як-1», сбил 1 самолёт «Me-109».
В 1943 году Бондаренко переучился на «Аэрокобру». Участвовал в боях на Кубани, Перекопской, Ясско-Кишинёвской, Львовско-Сандомирской, Берлинской операциях. Участвовал в боях в составе 9-й гвардейской истребительной авиадивизии под командованием Александра Покрышкина. В первые же дни боёв на Львовско-Сандомирском плацдарме Бондаренко сбил 4 вражеских самолёта. 25 февраля 1945 года он сбил ещё 3 самолёта. К марту 1945 года гвардии старший лейтенант Василий Бондаренко командовал звеном 16-го гвардейского истребительного авиаполка 9-й гвардейской истребительной авиадивизии 6-го гвардейского истребительного авиационного корпуса 2-й воздушной армии 1-го Украинского фронта. К тому времени в общей сложности Бондаренко совершил 324 боевых вылета, принял участие в 68 воздушных боях, сбил 24 самолёта. Участвовал в прикрытии бомбардировщиков, бомбивших Берлин. В ходе одного из боёв 19 апреля 1945 года Бондаренко, а также лётчики из его группы, Константин Сухов и Георгий Голубев, сбили по два самолёта. 27 апреля 1945 года Бондаренко сбил ещё два самолёта.
Всего за годы войны Бондаренко совершил около 400 боевых вылетов, принял участие в 88 воздушных боях, сбил 29 самолётов лично и 6 — в группе (по наградным документам). Однако по подтверждённым данным, на его счету 24 личные и 1 групповая победы. Шесть раз был ранен, дважды горел в воздухе.
Указом Президиума Верховного Совета СССР от 27 июня 1945 года за «мужество и воинскую доблесть, проявленные в боях с немецко-фашистскими захватчиками» гвардии старший лейтенант Василий Бондаренко был удостоен высокого звания Героя Советского Союза с вручением ордена Ленина и медали «Золотая Звезда» за номером 6596.
После окончания войны Бондаренко продолжил службу в Советской Армии. В 1953 году в звании подполковника был уволен в запас. В 1965 году окончил Киевский институт народного хозяйства. Написал книгу «Нет неизвестных солдат». 
Проживал в Киеве, умер 20 февраля 2001 года. Похоронен на киевском кладбище «Берковцы».
Был также награждён тремя орденами Красного Знамени, двумя орденами Отечественной войны 1-й степени, орденом Красной Звезды, а также рядом медалей. Бюст Бондаренко был установлен на мемориальном комплексе Саур-Могила в Шахтёрском районе Донецкой области Украины.